# FripSide
fripSide ist ein im Jahr 2002 gegründetes Musikprojekt des Komponisten Satoshi „Sat“ Yaginuma und der Sängerin Nao.
Das Projekt steuerte mehrere Lieder für Anime- und Videospiel-Produktionen bei. Alben und Singles erschienen in verschiedenen Unterprojekten. fripSide erreichten mehrfach Notierungen in den heimischen Oricon-Musikcharts.

## Geschichte

### 2002–2009: fripSide mit Nao
Das Musikprojekt fripSide wurde im Februar des Jahres 2002 von Komponist Satoshi Yaginuma und der Sängerin Nao gegründet.
In den ersten vier Jahren erschienen mit First Odyssey of fripSide, 2nd Fragment of fripSide und 3rd Reflection of fripSide drei Studioalben, die allesamt aus eigener Tasche finanziert wurden. Diese drei Alben konnten sich zusammen rund 6.000 mal verkaufen.
Im Jahr 2006 unterschrieben die Musiker einen Vertrag mit dem Medienunternehmen Visual Art’s und veröffentlichten in den Jahren 2007 und 2008 mit Binarydigit und Split Tears die ersten beiden Alben unter einem Label. Mehrere Lieder wurden sowohl für Videospielproduktionen des Unternehmens als auch für Erotik-Videospiel-Produktionen anderer Entwickler verwendet. Im Jahr 2007 startete das musikalische Nebenprojekt fripSide NAO Project, welches ebenfalls anfing Songs zu produzieren und zu veröffentlichen, die sich musikalisch und konzepttechnisch vom Hauptprojekt unterschieden. Dieses veröffentlichte allerdings mit Rabbit Syndrome und Yappari sekaiha atashi☆legend!! ein Album und eine Single, die beide im Jahr 2008 veröffentlicht wurden. Das gleichnamige Lied auf der Single wurde als Abspannmusik für die Anime-Fernsehserie Koihime Musō verwendet. Die Single-Veröffentlichung erreichte eine Notierung in den japanischen Singlecharts, wo es mit Platz 32 seine Höchstposition erreichen konnte.

### 2009–2022: fripSide mit Yoshino Nanjō
Im März 2009 verkündete Nao ihren Ausstieg aus dem Musikprojekt. Auf ihr folgte die Synchronsprecherin Yoshino Nanjō, welche bis zum 24. April 2022 mit dem Projekt musikalisch aktiv sein sollte. Knapp sechs Monate nach Nanjōs Einstieg feierte das Projekt mit der Veröffentlichung der Single Only My Railgun am 4. November bei Geneon Universal Entertainment ihr Comeback. Das Lied, welches im Vorspann der Anime-Umsetzung A Certain Scientific Railgun zu hören ist, stieg auf Anhieb mit rund 26.000 verkauften Tonträgern auf Platz drei der heimischen Singlecharts von Oricon ein und wurde zwischenzeitlich mit einer Goldenen Schallplatte im physischen und im Streaming-Segment bedacht. Mit dem Lied Sister’s Noise, welches in der Fortsetzung der Anime-Umsetzung zu A Certain Scientific Railgun genutzt wurde, erreichten die Musiker mit rund 27.000 Verkäufen innerhalb der ersten Verkaufswoche erstmals Platz eins der japanischen Singlecharts. Auch die siebte Singleveröffentlichung Eternal Reality wurde als Vorspannmusik für den Anime genutzt. Das Projekt steuerte in Nanjōs Zeit überdies Titellieder für Anime- und Videospiel-Produktionen wie Black Bullet, Schwarzesmarken, Seraph of the End, Boarding School Juliet, Clockwork Planet und Killing Bites bei. Mit der japanischen Rockband angela erarbeiteten fripSide die Lieder Boku wa Boku de Atte und The End of Escape, die beide als Vorspann zur zweiten Staffel der Anime-Fernsehserie Ajin – Demi-Human genutzt wurden.
Zwischen 2009 und 2022 erschienen acht Studioalben sowie zwei Kompilations-Veröffentlichungen, wovon sich mehrere Werke in den japanischen Albumcharts von Oricon positionieren konnten. Die Musiker spielen Konzert im In- und Ausland, wobei sich die Auftritte außerhalb Japans überwiegend auf Anime-Conventions konzentrieren. So spielte die Band in den Jahren 2012 und 2017 im Rahmen des I Love Anisong auf dem Anime Festival Asia in Singapur. 2015 spielte man auf dem gleichnamigen Festival in Indonesien. Im Jahr 2016 spielten fripSide auf der Animecon in den Niederlanden. Die Gruppe absolvierte im März 2015 ihr erstes Arena-Konzert überhaupt. Dieser Auftritt, welches in der Yokohama Arena ausgetragen wurde, stellte das Finale ihrer Japan-Tournee dar.
Nachdem fripSide im Oktober des Jahres 2021 den Ausstieg Nanjōs verkündeten, wurde sie mit einem zweitägigen Konzert, welches am 23. und 24. April 2022 stattfand, verabschiedet. Am letzten Tag traten mit Mao Uesugi und Hisayo Abe, welche am gleichen Tag als Nanjōs Nachfolgerinnen vorgestellt wurden, gemeinsam mit Nanjō auf und sangen gemeinsam das Lied Dawn of Infinity, welches im Vorspann des Anime Dawn of the Witch zu hören ist.

### Seit 2022: fripSide Phase 3 mit Hisayo Abe und Mao Uesugi
Unter der neuen Besetzung veröffentlichte fripSide im Mai 2022 mit Dawn of Infinity ihre erste Single. Mit Double Decades+Infinite Resonance ein Doppelalbum, wobei die CD Double Decades Neuaufnahmen bereits veröffentlichter Stücke sowie einen gänzlich neuen Song enthält.
Am 11. Oktober 2023 erschien mit Red Liberation eine weitere Single. Das Stück ist im Vorspann der Anime-Fernsehserie The Vexations of a Shut-In Vampire Princess zu hören. Knapp einen Monat nach der Herausgabe der Single veröffentlichte die Gruppe unter der Formation Abe/Uesugi ihr zweites Album – das insgesamt 16. Studioalbum allgemein.

## Diskografie

### Studioalben
| Jahr                           | Titel Musiklabel                                                 | Höchstplatzierung, Gesamtwochen, AuszeichnungChartsChartplatzierungen (Jahr, Titel, Musiklabel, Platzierungen, Wochen, Auszeichnungen, Anmerkungen) | Anmerkungen                                                                       |
| Jahr                           | Titel Musiklabel                                                 | JP | Anmerkungen                                                                       |
| ------------------------------ | ---------------------------------------------------------------- | --- | --------------------------------------------------------------------------------- |
| fripSide Phase 1: Nao          |                                                                  | |                                                                                   |
|                                |                                                                  | |                                                                                   |
| 2003                           | First Odyssey of fripSide Selbstverlag                           | — | Erstveröffentlichung: 12. April 2003                                              |
| 2004                           | 2nd Fragment of fripSide Selbstverlag                            | — | Erstveröffentlichung: 28. März 2004                                               |
| 2005                           | 3rd Reflection of fripSide Selbstverlag                          | — | Erstveröffentlichung: 23. Juni 2005                                               |
| 2007                           | Binarydigit elseena-music entertainment                          | JP179 (1 Wo.)JP | Erstveröffentlichung: 24. August 2007                                             |
| 2008                           | Rabbit Syndrome elseena-music entertainment                      | — | Erstveröffentlichung: 25. Januar 2008                                             |
| 2008                           | Split Tears elseena-music entertainment                          | JP67 (2 Wo.)JP | Erstveröffentlichung: 16. September 2008 (digital), 17. September 2008 (physisch) |
| fripSide Phase 2: Yoshino      |                                                                  | |                                                                                   |
|                                |                                                                  | |                                                                                   |
| 2010                           | Infinite Synthesis Geneon Universal Entertainment                | JP8 (12 Wo.)JP | Erstveröffentlichung: 1. Dezember 2010                                            |
| 2012                           | Decade Geneon Universal Entertainment                            | JP16 (6 Wo.)JP | Erstveröffentlichung: 5. Dezember 2012                                            |
| 2014                           | Infinite Synthesis 2 Geneon Universal Entertainment              | JP3 (9 Wo.)JP | Erstveröffentlichung: 10. September 2014                                          |
| 2016                           | Infinite Synthesis 3 Geneon Universal Entertainment              | JP5 (9 Wo.)JP | Erstveröffentlichung: 5. Oktober 2016                                             |
| 2017                           | Crossroads Geneon Universal Entertainment                        | JP5 (8 Wo.)JP | Erstveröffentlichung: 4. Oktober 2017                                             |
| 2018                           | Infinite Synthesis 4 Geneon Universal Entertainment              | JP8 (7 Wo.)JP | Erstveröffentlichung: 10. Oktober 2018                                            |
| 2019                           | Infinite Synthesis 5 Geneon Universal Entertainment              | JP10 (7 Wo.)JP | Erstveröffentlichung: 30. Oktober 2019                                            |
| 2022                           | Infinite Synthesis 6 Geneon Universal Entertainment              | JP7 (7 Wo.)JP | Erstveröffentlichung: 23. März 2022                                               |
| fripSide Phase 3: Mao & Hisayo |                                                                  | |                                                                                   |
|                                |                                                                  | |                                                                                   |
| 2022                           | Double Decades+Infinite Resonance Geneon Universal Entertainment | JP12 (3 Wo.)JP | Erstveröffentlichung: 19. Oktober 2022 Doppelalbum                                |
| 2023                           | Infinite Resonance 2 Geneon Universal Entertainment              | JP19 (5 Wo.)JP | Erstveröffentlichung: 8. November 2023                                            |
| 2024                           | Infinite Resonance 3 Geneon Universal Entertainment              | JP15 (3 Wo.)JP | Erstveröffentlichung: 9. Oktober 2024                                             |

### Kompilationen
| Jahr                      | Titel Musiklabel                                                                 | Höchstplatzierung, Gesamtwochen, AuszeichnungChartsChartplatzierungen (Jahr, Titel, Musiklabel, Platzierungen, Wochen, Auszeichnungen, Anmerkungen) | Anmerkungen                                                                 |
| Jahr                      | Titel Musiklabel                                                                 | JP | Anmerkungen                                                                 |
| ------------------------- | -------------------------------------------------------------------------------- | --- | --------------------------------------------------------------------------- |
| fripSide Phase 1: Nao     |                                                                                  | |                                                                             |
|                           |                                                                                  | |                                                                             |
| 2006                      | The Very Best Of fripSide 2002–2006 (Coterie Board) Selbstverlag                 | — | Erstveröffentlichung: 15. Juli 2006                                         |
| 2006                      | The Very Best Of fripSide 2002-2006 (Commercial Distribution Board) Selbstverlag | — | Erstveröffentlichung: 29. Dezember 2006                                     |
| 2008                      | Re:product mixes ver.0.1 Selbstverlag                                            | — | Erstveröffentlichung: 28. Dezember 2008 Comiket 75 exklusiv, Remixalbum     |
| 2009                      | Nao Complete Anthology 2002-2009 – My Graduation Selbstverlag                    | — | Erstveröffentlichung: 17. Juli 2009 Comiket 79 Boxset, insgesamt 105 Lieder |
| fripSide Phase 2: Yoshino |                                                                                  | |                                                                             |
|                           |                                                                                  | |                                                                             |
| 2012                      | fripSide PC Game Compilation Vol. 01 Geneon Universal Entertainment              | — | Erstveröffentlichung: 1. Januar 2012                                        |
| 2015                      | fripSide PC Game Compilation Vol. 02 Geneon Universal Entertainment              | JP32 (3 Wo.)JP | Erstveröffentlichung: 26. August 2015                                       |
| 2020                      | The Very Best of fripSide 2009–2020 Geneon Universal Entertainment               | JP8 (10 Wo.)JP | Erstveröffentlichung: 4. November 2020                                      |
| 2020                      | The Very Best of fripSide -Moving Ballads- Geneon Universal Entertainment        | JP10 (5 Wo.)JP | Erstveröffentlichung: 4. November 2020                                      |

### Singles
| Jahr                           | Titel Album                                        | Höchstplatzierung, Gesamtwochen, AuszeichnungChartsChartplatzierungen (Jahr, Titel, Album, Platzierungen, Wochen, Auszeichnungen, Anmerkungen) | Anmerkungen |
| Jahr                           | Titel Album                                        | JP | Anmerkungen |
| ------------------------------ | -------------------------------------------------- | --- | --- |
| fripSide Phase 1: Nao          |                                                    | | |
|                                |                                                    | | |
| 2008                           | Flower of Bravery Standalone                       | JP26 (11 Wo.)JP | Erstveröffentlichung: 16. Juli 2008 Vorspann zur Anime-Fernsehserie Koihime Musō                                            |
| 2008                           | Yappari sekaiha atashi☆legend!! Standalone         | JP32 (6 Wo.)JP | Erstveröffentlichung: 20. August 2008 Abspann zur Anime-Fernsehserie Koihime Musō                                           |
| fripSide Phase 2: Yoshino      |                                                    | | |
|                                |                                                    | | |
| 2009                           | Only My Railgun Infinite Synthesis                 | JP3 Gold + Gold (Streaming) · (64 Wo.)JP | Erstveröffentlichung: 4. November 2009 1. Vorspann zur Anime-Fernsehserie A Certain Scientific Railgun                      |
| 2010                           | Level 5 Judgelight Infinite Synthesis              | JP4 (29 Wo.)JP | Erstveröffentlichung: 17. Februar 2010 2. Vorspann zur Anime-Fernsehserie A Certain Scientific Railgun                      |
| 2010                           | Future Gazer Infinite Synthesis                    | JP4 (11 Wo.)JP | Erstveröffentlichung: 13. Oktober 2010 Vorspann zur OVA zu A Certain Scientific Railgun                                     |
| 2011                           | Heaven Is a Place on Earth Decade                  | JP19 (5 Wo.)JP | Erstveröffentlichung: 24. August 2011 Vorspann zum Anime-Film Hayate the Combat Butler                                      |
| 2011                           | Way to Answer Decade                               | JP15 (6 Wo.)JP | Erstveröffentlichung: 14. Dezember 2011 Vorspann zum PSP-Spiel zu A Certain Scientific Railgun                              |
| 2013                           | Sister’s Noise Infinite Synthesis 2                | JP1 (16 Wo.)JP | Erstveröffentlichung: 8. Mai 2013 1. Vorspann zur Anime-Fernsehserie A Certain Scientific Railgun S (Staffel 2)             |
| 2013                           | Eternal Reality Infinite Synthesis 2               | JP9 (11 Wo.)JP | Erstveröffentlichung: 21. August 2013 2. Vorspann zur Anime-Fernsehserie A Certain Scientific Railgun S (Staffel 2)         |
| 2014                           | Black Bullet Infinite Synthesis 2                  | JP6 (11 Wo.)JP | Erstveröffentlichung: 14. Mai 2014 Vorspann zur Anime-Fernsehserie Black Bullet                                             |
| 2015                           | Luminize Infinite Synthesis 3                      | JP11 (5 Wo.)JP | Erstveröffentlichung: 20. Mai 2015 Vorspann zu Future Card Buddyfight                                                       |
| 2015                           | Two Souls – Toward The Truth Infinite Synthesis 3  | JP12 (8 Wo.)JP | Erstveröffentlichung: 2. Dezember 2015 Vorspann zur Anime-Fernsehserie Seraph of the End (2. Staffel)                       |
| 2016                           | White Forces Infinite Synthesis 3                  | JP7 (8 Wo.)JP | Erstveröffentlichung: 10. Februar 2016 Vorspann zur Anime-Fernsehserie Schwarzesmarken                                      |
| 2016                           | Boku wa Boku de Atte Standalone                    | — | Erstveröffentlichung: 19. Oktober 2016 Vorspann zur Anime-Fernsehserie Ajin – Demi-Human (2. Staffel) als angela × fripSide |
| 2016                           | The End of Escape Standalone                       | JP19 (6 Wo.)JP | Erstveröffentlichung: 7. Dezember 2016 als fripSide × angela                                                                |
| 2017                           | Clockwork Planet Crossroads                        | JP9 (7 Wo.)JP | Erstveröffentlichung: 3. Mai 2017 Vorspann zur Anime-Fernsehserie Clockwork Planet                                          |
| 2018                           | Killing Bites Infinite Synthesis 4                 | JP16 (4 Wo.)JP | Erstveröffentlichung: 28. Februar 2018 Vorspann zur Anime-Fernsehserie Killing Bites                                        |
| 2018                           | Divine Criminal Infinite Synthesis 4               | JP11 (5 Wo.)JP | Erstveröffentlichung: 16. Mai 2018 Vorspann zu Dances with the Dragons                                                      |
| 2018                           | Love with You Infinite Synthesis 5                 | JP12 (7 Wo.)JP | Erstveröffentlichung: 7. November 2018 Vorspann zur Anime-Fernsehserie Boarding School Juliet                               |
| 2020                           | Final Phase Infinite Resonance 2 a                 | JP10 (20 Wo.)JP | Erstveröffentlichung: 26. Februar 2020 1. Vorspann zur Anime-Fernsehserie Toaru Kagaku no Railgun T (3. Staffel)            |
| 2020                           | Dual Existence Infinite Resonance 2 a              | JP11 (9 Wo.)JP | Erstveröffentlichung: 19. August 2020 2. Vorspann zur Anime-Fernsehserie Toaru Kagaku no Railgun T (3. Staffel)             |
| 2020                           | Legendary Future Infinite Synthesis 6              | JP12 (4 Wo.)JP | Erstveröffentlichung: 4. November 2020 Vorspann zur Anime-Fernsehserie King’s Raid: Successors of the Will                  |
| 2022                           | Leap of Faith Infinite Synthesis 6                 | JP9 (8 Wo.)JP | Erstveröffentlichung: 2. Februar 2022 Vorspann zur Anime-Fernsehserie Der stärkste Held mit dem Mal der Schwäche            |
| fripSide Phase 3: Mao & Hisayo |                                                    | | |
|                                |                                                    | | |
| 2022                           | Dawn of Infinity Double Decades+Infinite Resonance | JP18 (5 Wo.)JP | Erstveröffentlichung: 18. Mai 2022 Vorspann zur Anime-Fernsehserie The Dawn of the Witch                                    |
| 2023                           | Red Liberation Infinite Resonance 2                | JP35 (7 Wo.)JP | Erstveröffentlichung: 11. Oktober 2023 Vorspann zur Anime-Fernsehserie The Vexations of a Shut-In Vampire Princess          |
| 2024                           | Secret Operation Infinite Resonance 3              | JP26 (3 Wo.)JP | Erstveröffentlichung: 21. August 2024 Vorspann zur Anime-Fernsehserie Mission: Yozakura Family                              |

## Auszeichnungen und Nominierungen
| Jahr | Auszeichnung      | Kategorie                     | für             | Resultat | Quellen |
| ---- | ----------------- | ----------------------------- | --------------- | -------- | ------- |
| 2010 | Animation Kōbe    | Beste Titelmusik              | Only My Railgun | Gewonnen | [ 33 ]  |
| 2019 | Anime Song Awards | Performance Award (2000–2009) | Only My Railgun | Gewonnen | [ 34 ]  |